# Chalamont
Chalamont és un municipi francès situat al departament de l'Ain i a la regió d'Alvèrnia-Roine-Alps. L'any 2007 tenia 2.093 habitants.

## Demografia

### Població
El 2007 la població de fet de Chalamont era de 2.093 persones. Hi havia 821 famílies de les quals 246 eren unipersonals (117 homes vivint sols i 129 dones vivint soles), 233 parelles sense fills, 300 parelles amb fills i 42 famílies monoparentals amb fills.
La població ha evolucionat segons el següent gràfic:
Habitants censats

### Habitatges
El 2007 hi havia 899 habitatges, 840 eren l'habitatge principal de la família, 23 eren segones residències i 36 estaven desocupats. 594 eren cases i 305 eren apartaments. Dels 840 habitatges principals, 457 estaven ocupats pels seus propietaris, 353 estaven llogats i ocupats pels llogaters i 29 estaven cedits a títol gratuït; 10 tenien una cambra, 70 en tenien dues, 189 en tenien tres, 242 en tenien quatre i 329 en tenien cinc o més. 552 habitatges disposaven pel capbaix d'una plaça de pàrquing. A 350 habitatges hi havia un automòbil i a 377 n'hi havia dos o més.

### Piràmide de població
La piràmide de població per edats i sexe el 2009 era:
| Homes | Edats   | Dones |
| ----- | ------- | ----- |
| 0     | 95 o +  | 24    |
| 0     | 90 a 94 | 20    |
| 12    | 85 a 89 | 24    |
| 16    | 80 a 84 | 16    |
| 16    | 75 a 79 | 52    |
| 44    | 70 a 74 | 24    |
| 32    | 65 a 69 | 76    |
| 52    | 60 a 64 | 20    |
| 28    | 55 a 59 | 36    |
| 60    | 50 a 54 | 60    |
| 64    | 45 a 49 | 44    |
| 64    | 40 a 44 | 68    |
| 52    | 35 a 39 | 60    |
| 52    | 30 a 34 | 44    |
| 56    | 25 a 29 | 44    |
| 64    | 20 a 24 | 64    |
| 72    | 15 a 19 | 28    |
| 28    | 10 a 14 | 56    |
| 56    | 5 a 9   | 56    |
| 36    | 0 a 4   | 36    |

## Economia
El 2007 la població en edat de treballar era de 1.246 persones, 991 eren actives i 255 eren inactives. De les 991 persones actives 903 estaven ocupades (491 homes i 412 dones) i 87 estaven aturades (34 homes i 53 dones). De les 255 persones inactives 78 estaven jubilades, 91 estaven estudiant i 86 estaven classificades com a «altres inactius».

### Ingressos
El 2009 a Chalamont hi havia 914 unitats fiscals que integraven 2.240 persones, la mediana anual d'ingressos fiscals per persona era de 17.977 €.

### Activitats econòmiques
Dels 114 establiments que hi havia el 2007, 3 eren d'empreses alimentàries, 11 d'empreses de fabricació d'altres productes industrials, 27 d'empreses de construcció, 28 d'empreses de comerç i reparació d'automòbils, 2 d'empreses de transport, 3 d'empreses d'hostatgeria i restauració, 1 d'una empresa d'informació i comunicació, 4 d'empreses financeres, 4 d'empreses immobiliàries, 8 d'empreses de serveis, 16 d'entitats de l'administració pública i 7 d'empreses classificades com a «altres activitats de serveis».
Dels 39 establiments de servei als particulars que hi havia el 2009, 1 era una gendarmeria, 1 oficina de correu, 2 oficines bancàries, 4 tallers de reparació d'automòbils i de material agrícola, 7 guixaires pintors, 4 fusteries, 3 lampisteries, 5 electricistes, 1 empresa de construcció, 5 perruqueries, 1 veterinari, 2 restaurants, 2 agències immobiliàries i 1 saló de bellesa.
Dels 13 establiments comercials que hi havia el 2009, 2 eren supermercats, 1 un supermercat, 1 una botiga de més de 120 m², 2 fleques, 2 carnisseries, 2 llibreries, 1 una llibreria, 1 una botiga de mobles i 1 una joieria.
L'any 2000 a Chalamont hi havia 37 explotacions agrícoles que ocupaven un total de 1.680 hectàrees.

## Equipaments sanitaris i escolars
El 2009 hi havia 1 farmàcia i 1 ambulància.
El 2009 hi havia una escola elemental.

## Poblacions més properes
El següent diagrama mostra les poblacions més properes.